# Château du Schlossberg (Forbach)
Pour les articles homonymes, voir Schlossberg.

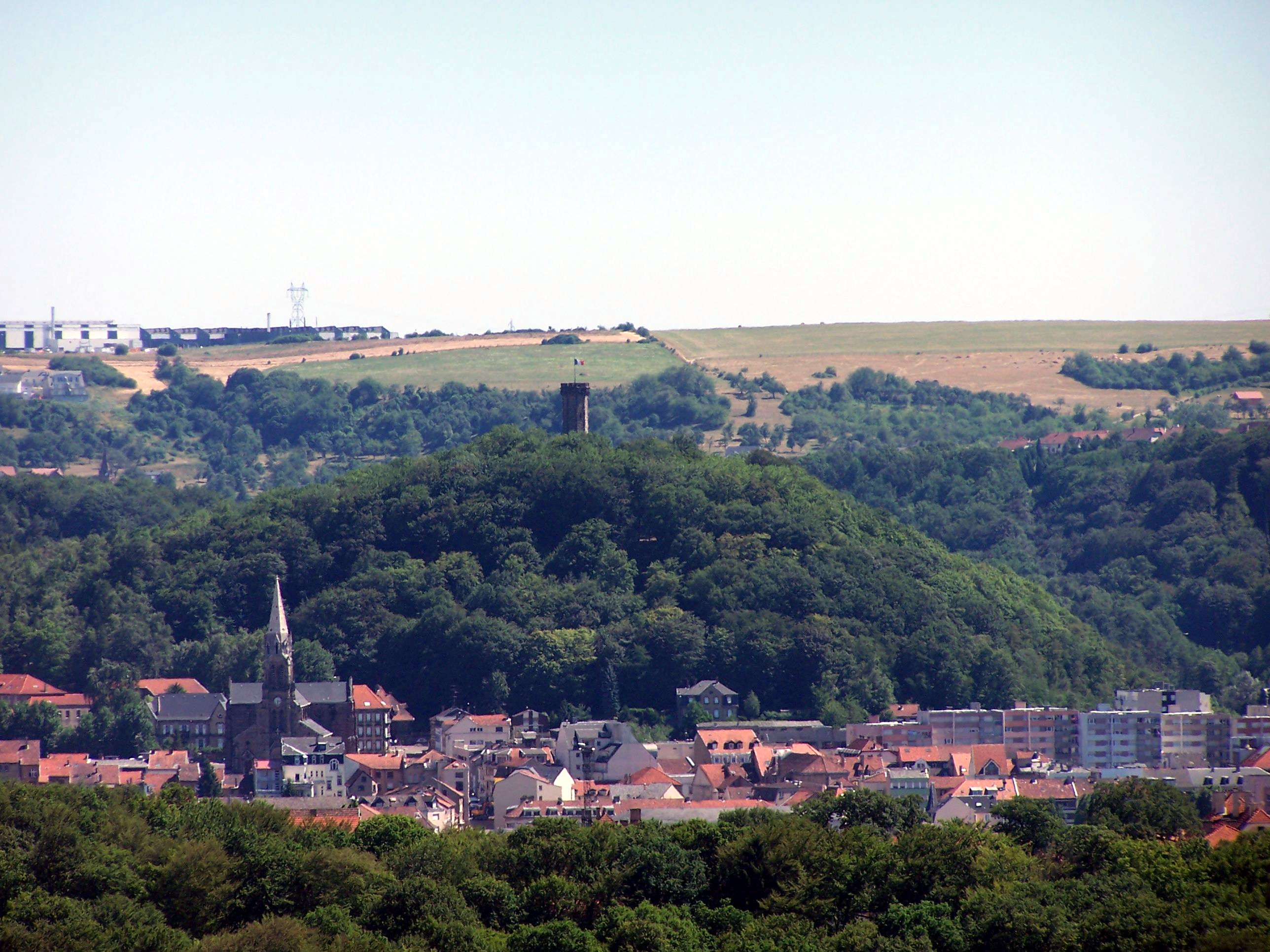
La butte du Schlossberg, dominant la ville de Forbach ; à l'arrière : le plateau de Gaubiving.

Le château du Schlossberg se situe dans la commune française de Forbach, dans l'Est du département de la Moselle. Il s'agit également du nom de la colline où il est construit, transformée aujourd'hui, la butte-témoin sur laquelle s'élève à 134 mètre de hauteur. La tour du même nom se trouve en avant du plateau de Gaubiving, élément avancé du Plateau lorrain. Surnommée le mamelon vert, elle domine la ville de Forbach mais aussi la boutonnière du Warndt ainsi que les grands axes de communication entre Metz et les villes allemandes.

## Historique
Le château fort a été élevé à cet emplacement surplombant l'antique route de Metz  à Worms, peut-être dès le XIe ou le XIIe siècle. Mais il n'est mentionné pour la première fois dans les textes de Thédoric de Werde qu'en 1257. Des éléments architecturaux conduisent l'historien Max Besler à situer sa construction vers la fin du XIIe ou le début du XIIIe siècle, la dernière hypothèse étant celle retenue par Henri Wilmin.
À l'époque de Thédoric de Werde, au milieu du XIIIe siècle, le château comprenait un palais entouré d'une enceinte et au cœur duquel se trouvait un donjon carré. L'entrée se faisait par ce qui est ensuite devenu la quatrième porte.
Il a été fortifié et agrandi par Arnold VI de Sierck, le vieux. Celui-ci était devenu l'homme de confiance du duc de Lorraine René d'Anjou après la bataille de Bulgnéville en 1431 pour la protection des marches nord-est du duché. Entré en possession du château, il en améliora la protection par l'extension de l'enceinte et la mise en place d'une nouvelle porte (3e porte actuelle) et par la construction d'une tour à l'emplacement de la tour actuelle. Il construisit également des écuries.
Les seigneurs de Hohenfels Reipoltskirchen et ceux de Daun Falkenstein le transformèrent en palais fortifié de la Renaissance au milieu du XVIe siècle. Ils élevèrent une tour d'angle et un bastion.
Cela n'empêcha pas le pillage du château par les troupes de Christian Ier d'Anhalt-Bernbourg venues secourir Henri IV contre le duc de Lorraine Charles III au moment de la difficile succession au trône de France en 1591.
Les comtes de Linange Westerburg et d'Eberstein le relevèrent et y ajoutèrent des fortifications supplémentaires en 1607 avec la construction d'un nouveau bastion. Le château comprenait alors au moins six tours comme l'ont révélé des fouilles du XIXe siècle.
Il fut rasé le 14 décembre 1634 au cours de la guerre de Trente Ans. Le roi Louis XIII par l'intermédiaire du maréchal de La Force avait ordonné sa destruction dans le cadre de la démolition d'une série de châteaux qu'il estimait être une menace pour la présence de la France en Lorraine. Au début de 1635 il ne restait plus du château que des ruines et la colline reprit son aspect de « mamelon vert ».
Au moment de la Révolution les pierres restantes furent utilisées à d'autres fins après la cession de la colline devenue « Montagne de la Fraternité » à Pierre Ney. Le site passa ensuite dans les mains de diverses familles avant d'être racheté par Gustave Adt, important industriel local qui y entreprit des fouilles historiques.

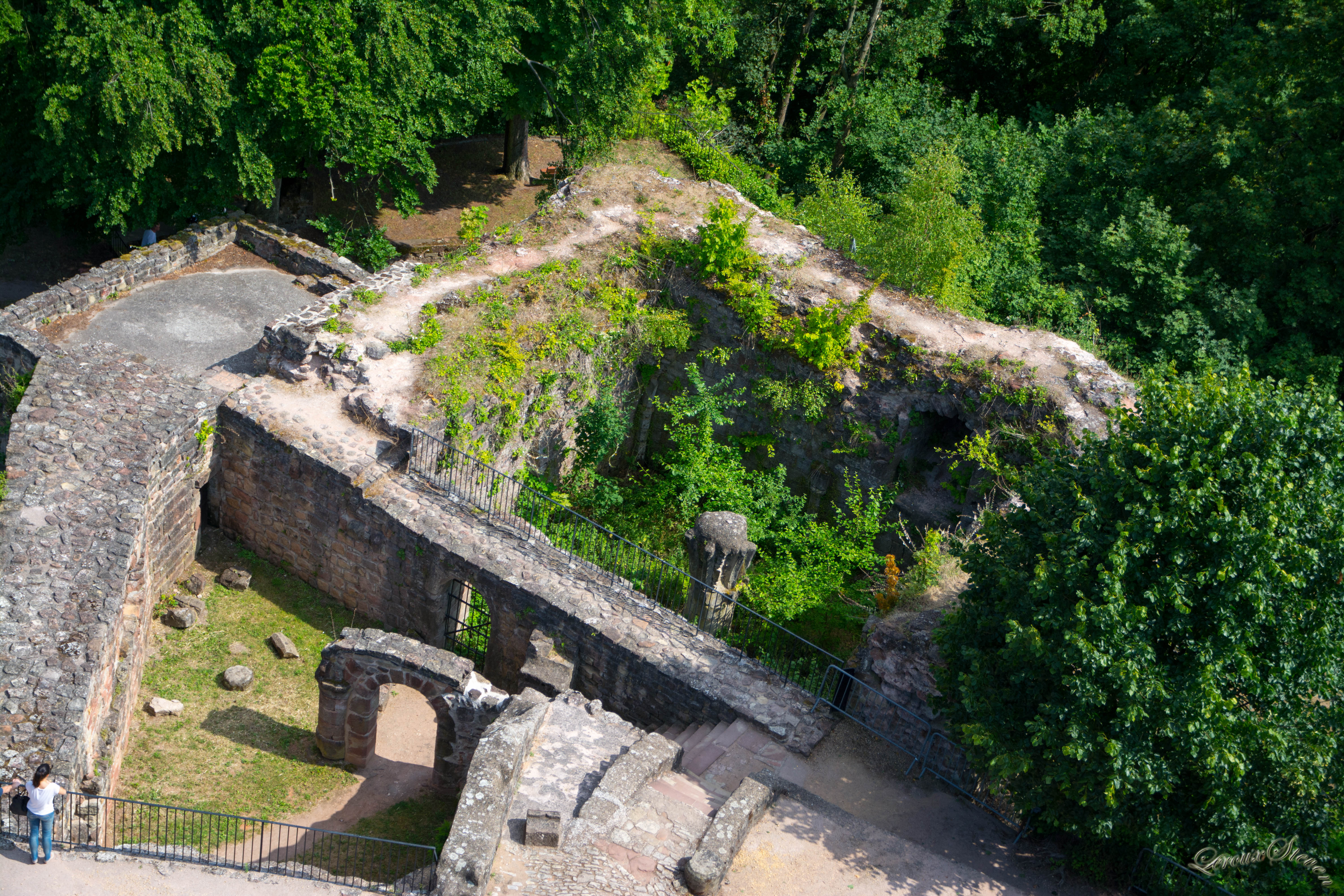
Ruines.

## Description
Le donjon érigé après 1436 est massif, l'épaisseur de ses murs variants de 2,90 m côté ouest à 4,30 m côté sud.

### La tour
La tour du Schlossberg est le symbole de la cité forbachoise. La tour actuelle octogonale a été construite en 1891 par l'architecte allemand Paul Tornow sur les vestiges du château. Haute de presque 28 mètres, elle ne se trouve pas à l'emplacement de l'ancien donjon mais à celui d'une tour d'angle ronde, la tour rouge, ayant vue sur la Sarre. C'est pourquoi on l'appelle parfois « Tour Saareck ».
La tour fait partie d'une série d'embellissements architecturaux réalisés durant la période de l'annexion à l'initiative de la famille des industriels Adt, successeurs de Pierre Adt qui s'est replié sur Pont-à-Mousson par francophilie, propriétaires des cartonneries situées au cœur de la ville.
Endommagée par les combats de la Seconde Guerre mondiale, la tour ne résiste pas aux intempéries qui suivent et doit être restaurée dans les années 1950. Elle a subi depuis cette époque des restaurations successives.

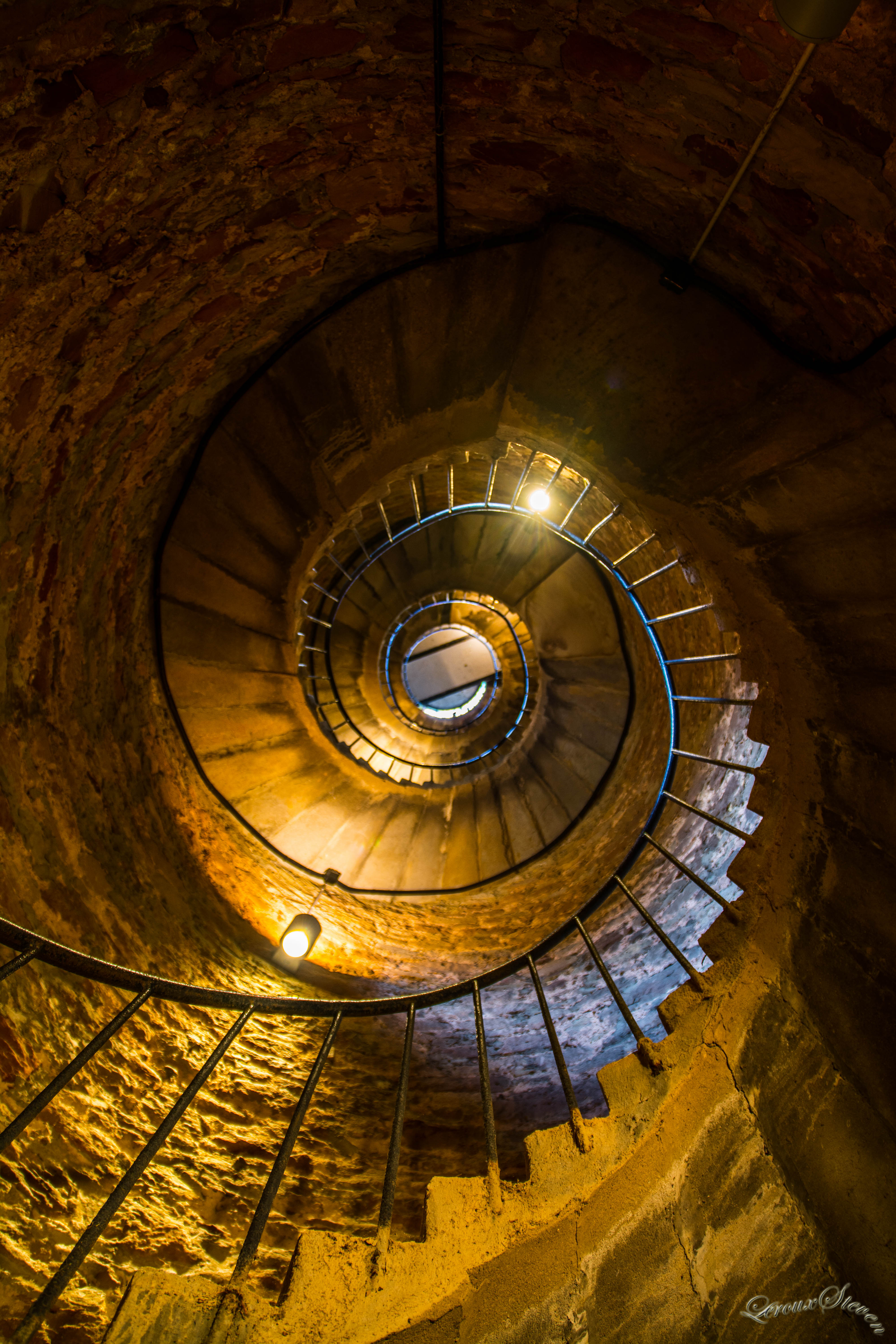
Escalier de la tour.

## Le parc
En 1919 le parc entourant le château, partiellement pris sur les terres de la ferme appartenant aux industriels Adt devint parc municipal, l'éolienne, le chalet suisse et les bassins datant de l'époque allemande ainsi que la roseraie qui se trouvaient au cœur du Schlossberg ont été remplacés après la Deuxième Guerre mondiale par des espaces verts.
Seule subsiste, en contrebas de la colline la maison forestière autrefois résidence du gardien du parc. Le parc a été réaménagé plusieurs fois et sert aujourd'hui de lieu de promenade à de nombreux Forbachois. Y sont organisées, par l'office de tourisme de Forbach des animations tous les dimanches de l'été.

## Le Burghof
La ferme fut construite en plusieurs étapes autour des années 1900. Appelée Burghof elle a été restaurée et agrandie. Elle a abrité en particulier une école de plein air en 1919 et on y trouve aujourd'hui un restaurant. À côté de celui-ci a été construite, après une destruction partielle des lieux par un incendie, la salle des congrès, dont le style s'inscrit dans celui des bâtiments construits autour de 1900 par les Adt.

## L’ancien Bismarckplatz
L'industriel Gustave Adt est à l'origine du projet de construction d'une tour carrée de 20 m en l'honneur de Bismarck qui, toutefois, ne se réalisera pas. Il était un grand admirateur de l'empereur allemand Guillaume Ier et de son chancelier Bismarck. Gustave Adt a déjà fait installer vers 1895 un grand médaillon du chancelier entre deux canons de la guerre de 1870, sur les ruines du château médiéval. L'emplacement au pied de la tour du Schlossberg était déjà devenu le Bismarckplatz. 
Un autre espace dédié au chancelier de l'empereur se trouvait par ailleurs dans l'angle supérieur du grand parc entourant le Adt'Schloss, la résidence des fabricants de papier mâché, qu'il ne faut pas confondre avec le Schlossberg. Il y avait là aussi un buste du chancelier de fer. Aujourd'hui, c'est un médaillon de Jean Nicolas Houchard, enfant de Forbach, général de la Révolution victime de la Terreur, qui remplace celui de Bismarck au Schlossberg.
Ce projet est à rapprocher de la mise en place de la colonne de Bismarck érigée près de Metz et de l'immense statue en pied de l'idole prussienne qui trône à Sarrebruck à cette époque, devant le Schlossplatz. Une statue identique ornait la grande place de Deux-Ponts, dans le Palatinat. La ville de Forbach a donc également eu droit, au début du XXe siècle, à un projet de construction d'un prestigieux monument à la gloire du chancelier allemand.

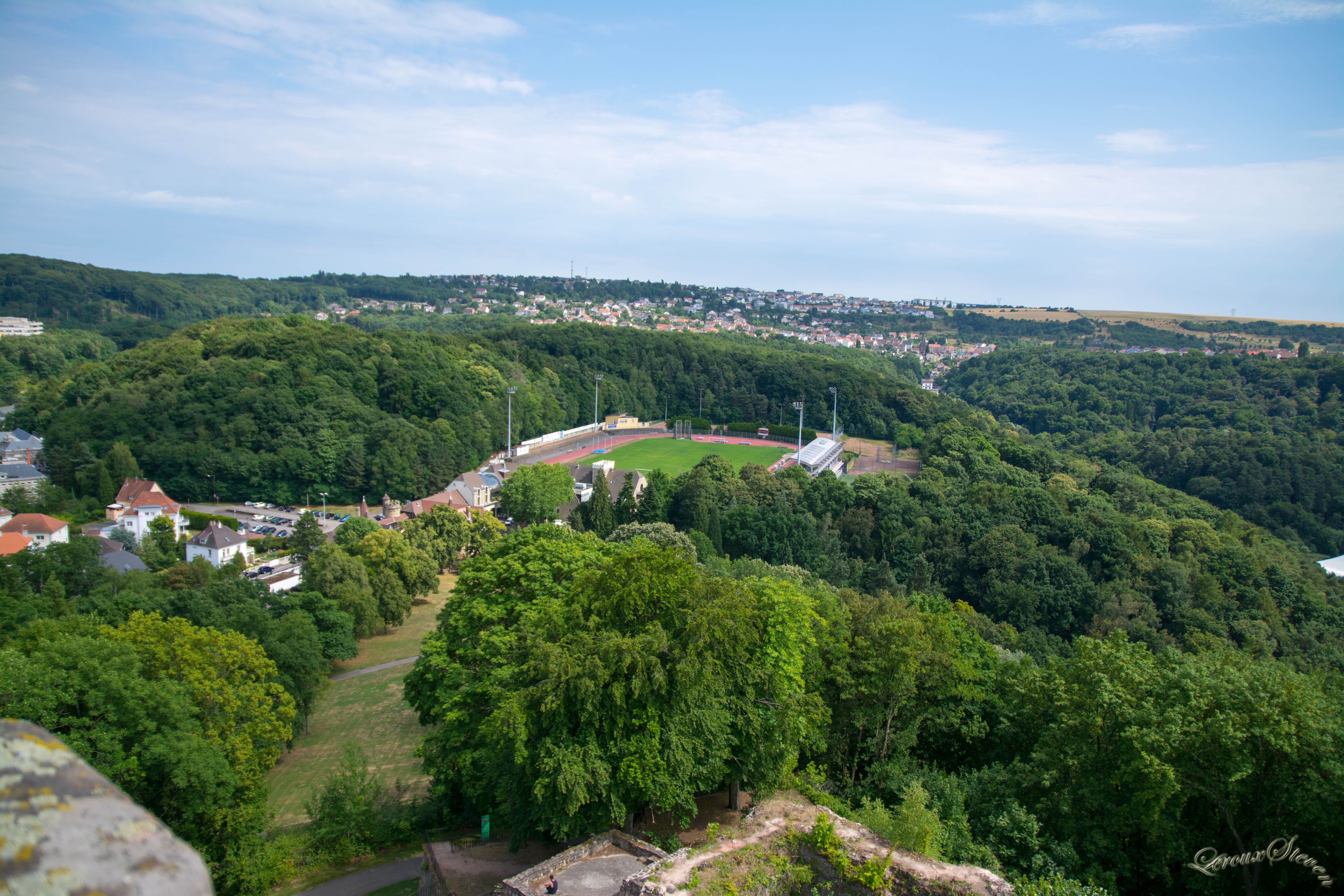
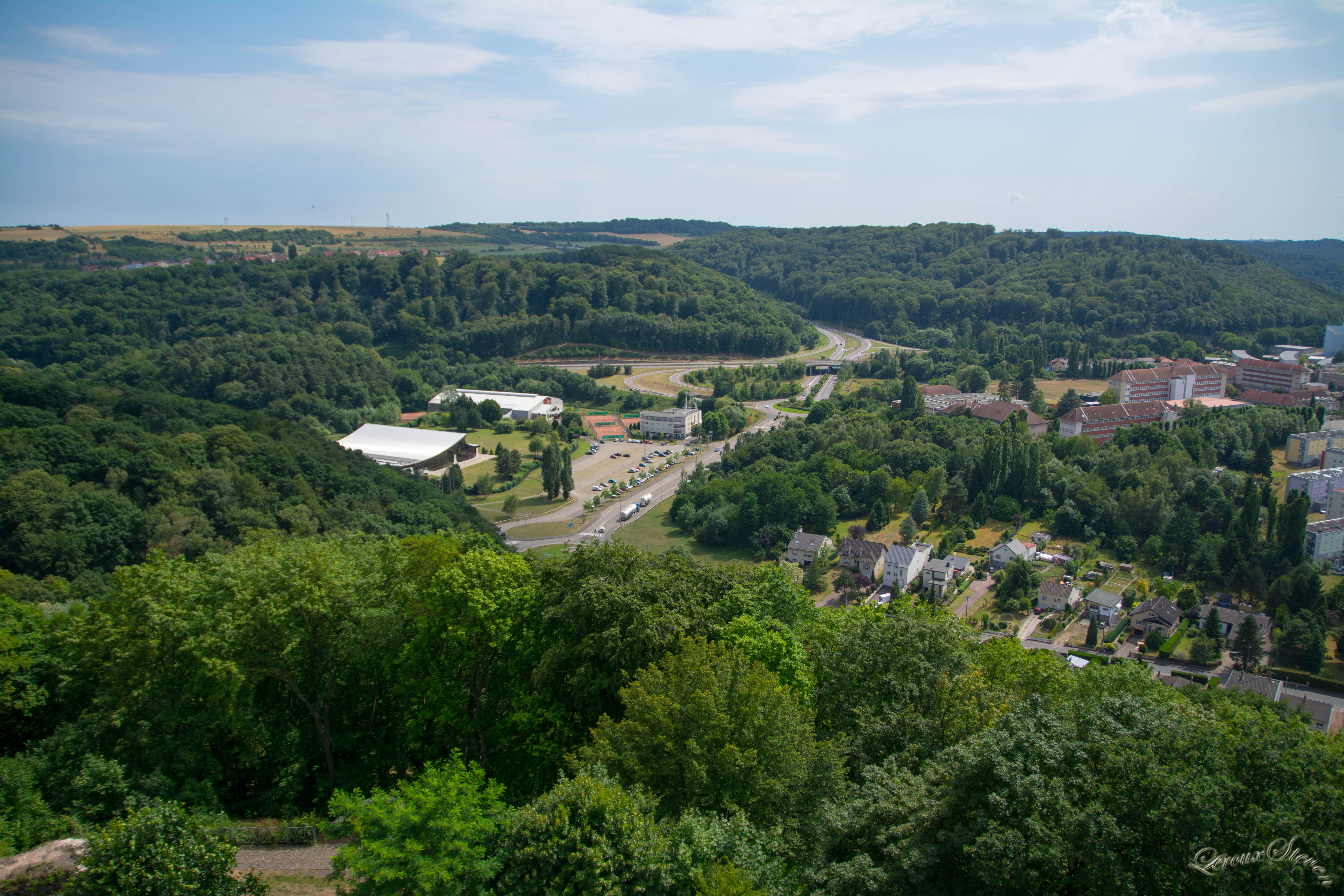
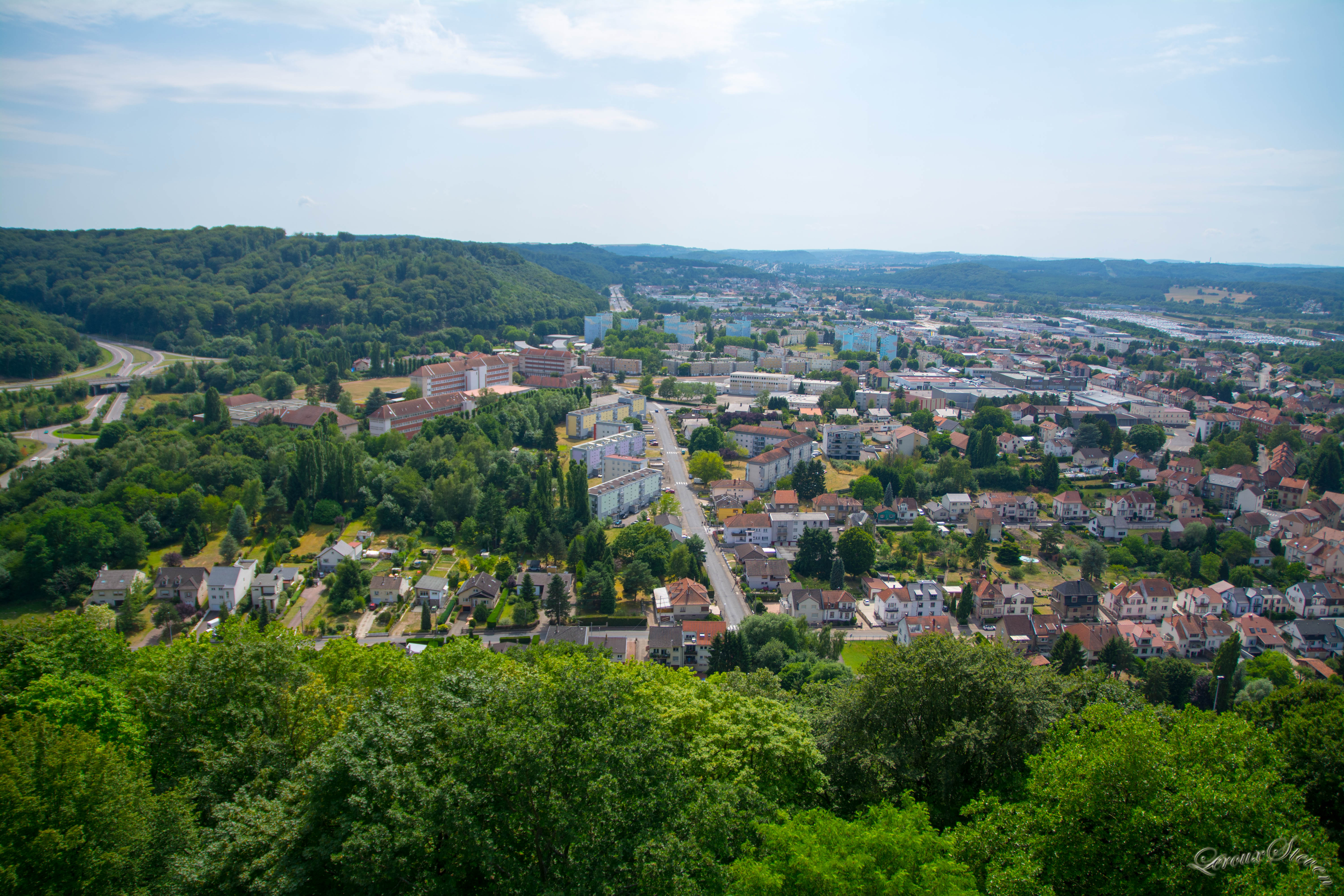
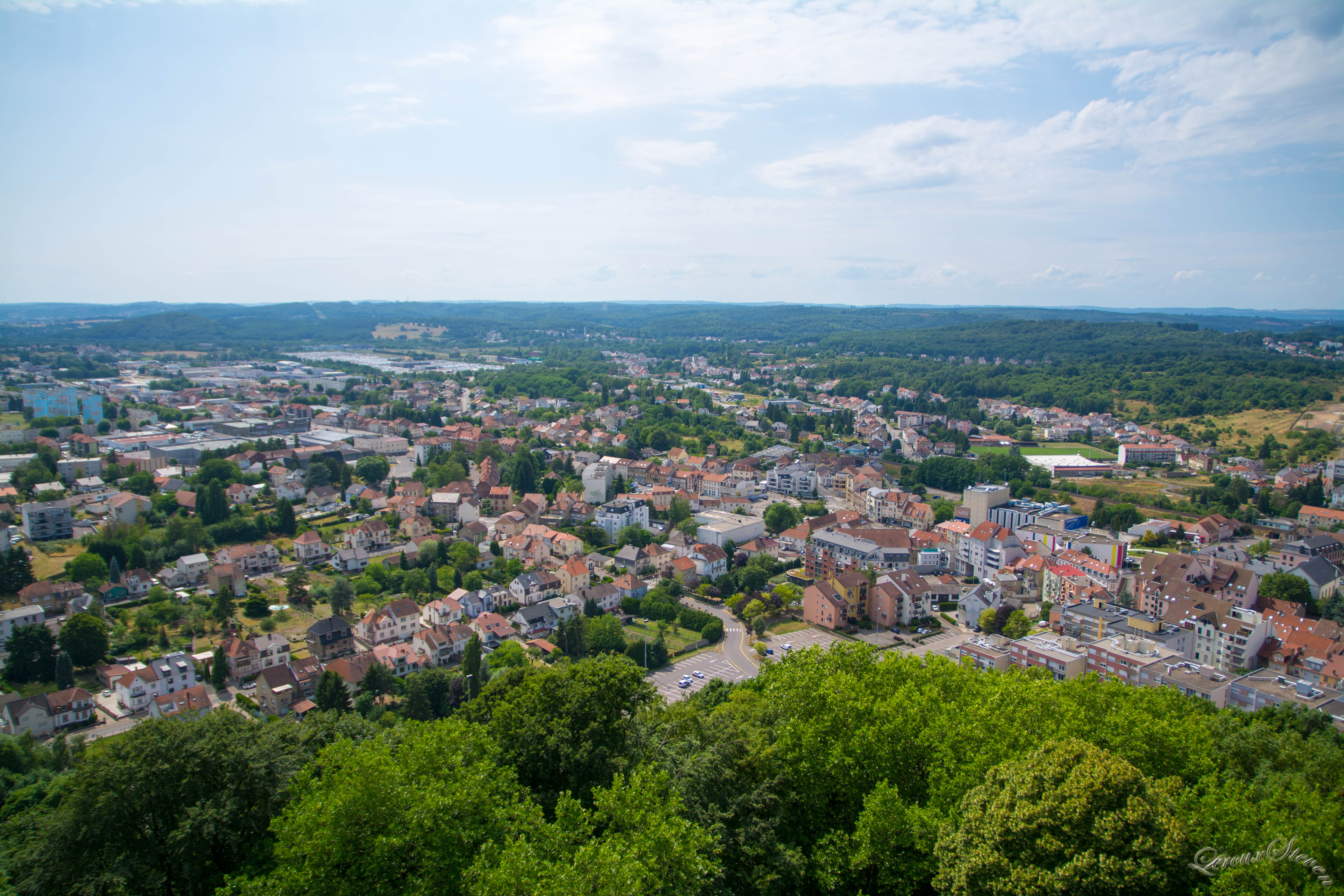
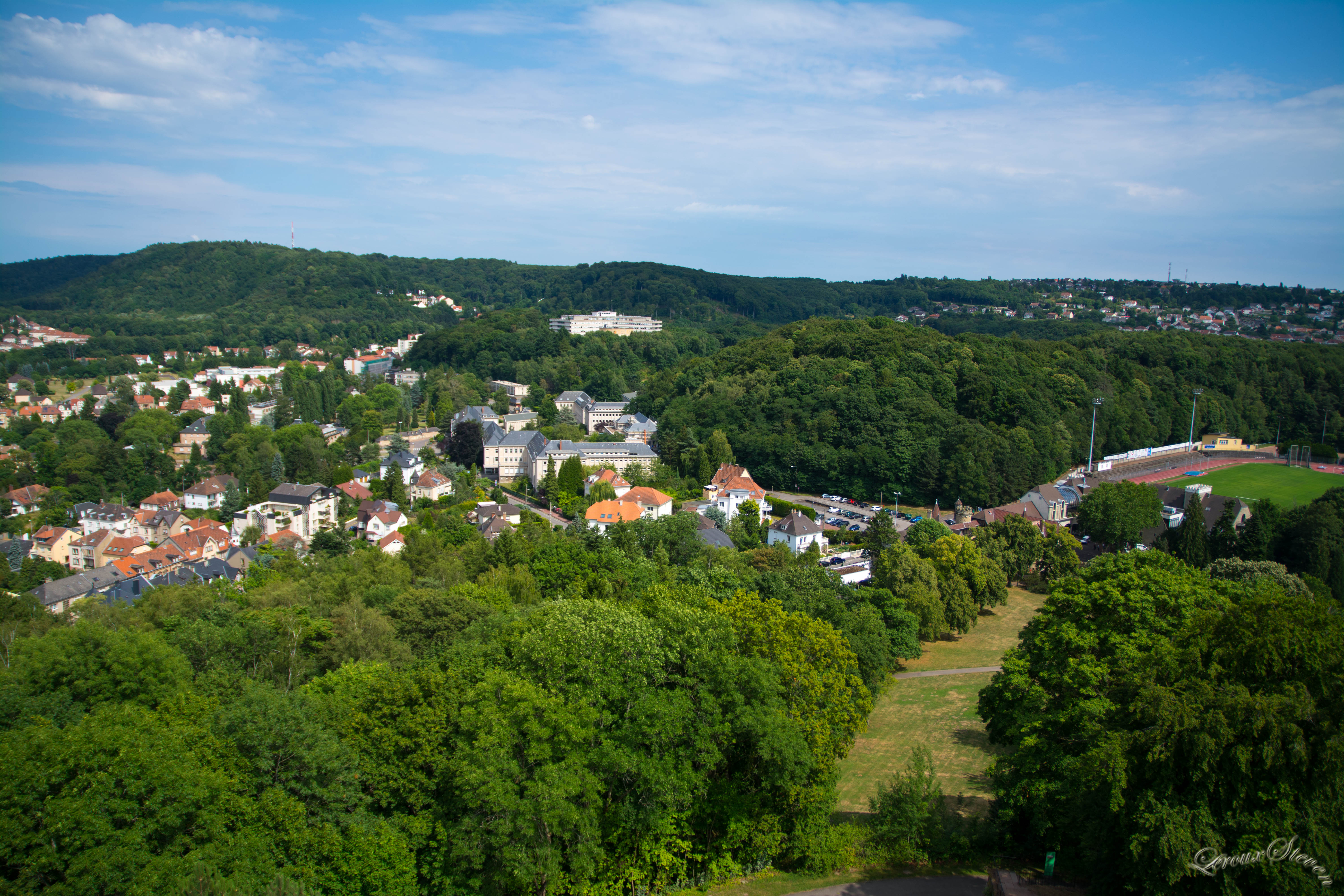